# Lowlands 2018
Lowlands 2018 (voluit: A Campingflight to Lowlands Paradise) was de 26e editie van het Nederlandse muziek- en cultuurfestival Lowlands, voluit A Campingflight to Lowlands Paradise.

## Geschiedenis
Lowlands 2018 vond plaats op 17, 18 en 19 augustus in Biddinghuizen. Het was de 26e editie van dit festival. De voorverkoop begon op 10 februari, en op 29 mei maakte de organisatie bekend dat het festival was uitverkocht.
De eerste optredende artiesten, waaronder Gorillaz en Dua Lipa, werden op 31 januari 2018 bekendgemaakt. De tweede lichting namen, waaronder Patti Smith en N*E*R*D, werd op 8 maart bekendgemaakt. Op 28 maart en 23 april volgden wederom nieuwe namen, waaronder De La Soul en De Staat.

## Artiesten

### Muziek
| - 47 Soul - Agar Agar - Alika & Nueva Alianza - Âme II Âme - Amenra - Amber Run - Amyl and the Sniffers - Arp Frique & Family - Avalon Emerson - Bazart - Ben Ufo - Bicep (live) - Blaudzun - Bonobo - Born In Flamez - Børns - Brockhampton - Cabbage - Carista - Cartiez - Charlotte de Witte - Chase Atlantic - Christeene - Confidence Man - Daniel Avery - David August - David Vunk - Death From Above - De Jeugd van Tegenwoordig - De La Soul - De Staat - Dinamarca - DMA's - Dropkick Murphys - Dr. Rubinstein - Dua Lipa - Eefje de Visser - Employed to Serve - Ezra Furman - Faisal - Fatima Yamaha - Ferocious Dog - Fever 333 - Floating Points (solo live) | - GAIKA - Gavin James - George Fitzgerald (live) - Gogol Bordello - Gorillaz - Grizzly Bear - Ho99o9 - Jacin Trill - Jacob Banks - Jade Bird - James Bay - Jarreau Vandal - Jayda G - Job Sifre - Joost - Jordan Rakei - Kamaal Williams - Kendrick Lamar - Kiasmos - King Gizzard & The Lizard Wizard - Kumbia Buruka - La Inédita - Lauv - Leafs - The Lemon Twigs - Little Simz - Lorenzo Senni - Louis The Child - LUWTEN - Lyzza - Mahalia - Maribou State - Mario Batkovic - Marlon Williams - The Mauskovic Dance Band - Max Cooper - Metrik - Metro Area (Hybrid DJ Set) - Miles Kane - Moose Blood - Motor City Drum Ensemble - Mr. Carmack (DJ set) - N.E.R.D - Nakhane | - Nick Murphy - Nile Rodgers & Chic - Nils Frahm - Oceanic - Patti Smith - Peggy Gou - Phlake - Portico Quartet - Protoje & The Indiggnation - Protomartyr - Pythius - Rag'n'Bone Man - Red Axes - Rhye - Richie Hawtin - Rolling Blackouts Coastal Fever - Sam Fender - San Holo - Sevdaliza - Sofi Tukker - Sons of Kemet - SOPHIE - Spinvis - Stormzy - $uicideboy$ - Surgeon - The Blaze - The Tallis Scholars - The War on Drugs - The Wombats - Thunderpussy - Tom Odell - Tom Trago (presents Bergen live) - Torus - Trixie Whitley - Tshegue - Txarango - Volvox - Warhaus - Yaeji - Yonaka - Yung Feurich - Zeal & Ardor - ZHU |

### Comedy
| - Janneke de Bijl - Bas Birker - Berit Companjen - Eva Crutzen - Comedytrain - Jens Dendoncker | - Daan van der Hoeven - Martijn Kardol - Stefano Keizers - Klikbeet - Kasper van der Laan - Patrick Laureij | - Lebbis - Arjen Lubach - René van Meurs - Anne Neuteboom - Jochen Otten - Iwein Segers - Mark Waumans |